# Шозон
Шозо́н (фр. и окс. Chauzon) — коммуна во Франции, находится в регионе Рона — Альпы. Департамент коммуны — Ардеш. Входит в состав кантона Ларжантьер. Округ коммуны — Ларжантьер.
Код INSEE коммуны — 07061.

## Население
Население коммуны на 2008 год составляло 329 человек.
| 1962 | 1968 | 1975 | 1982 | 1990 | 1999 | 2008 |
| ---- | ---- | ---- | ---- | ---- | ---- | ---- |
| 171  | 181  | 168  | 210  | 224  | 255  | 329  |

## Экономика
В 2007 году среди 185 человек в трудоспособном возрасте (15—64 лет) 112 были экономически активными, 73 — неактивными (показатель активности — 60,5 %, в 1999 году было 56,3 %). Из 112 активных работали 80 человек (39 мужчин и 41 женщина), безработных было 32 (12 мужчин и 20 женщин). Среди 73 неактивных 5 человек были учениками или студентами, 39 — пенсионерами, 29 были неактивными по другим причинам.

## Фотогалерея

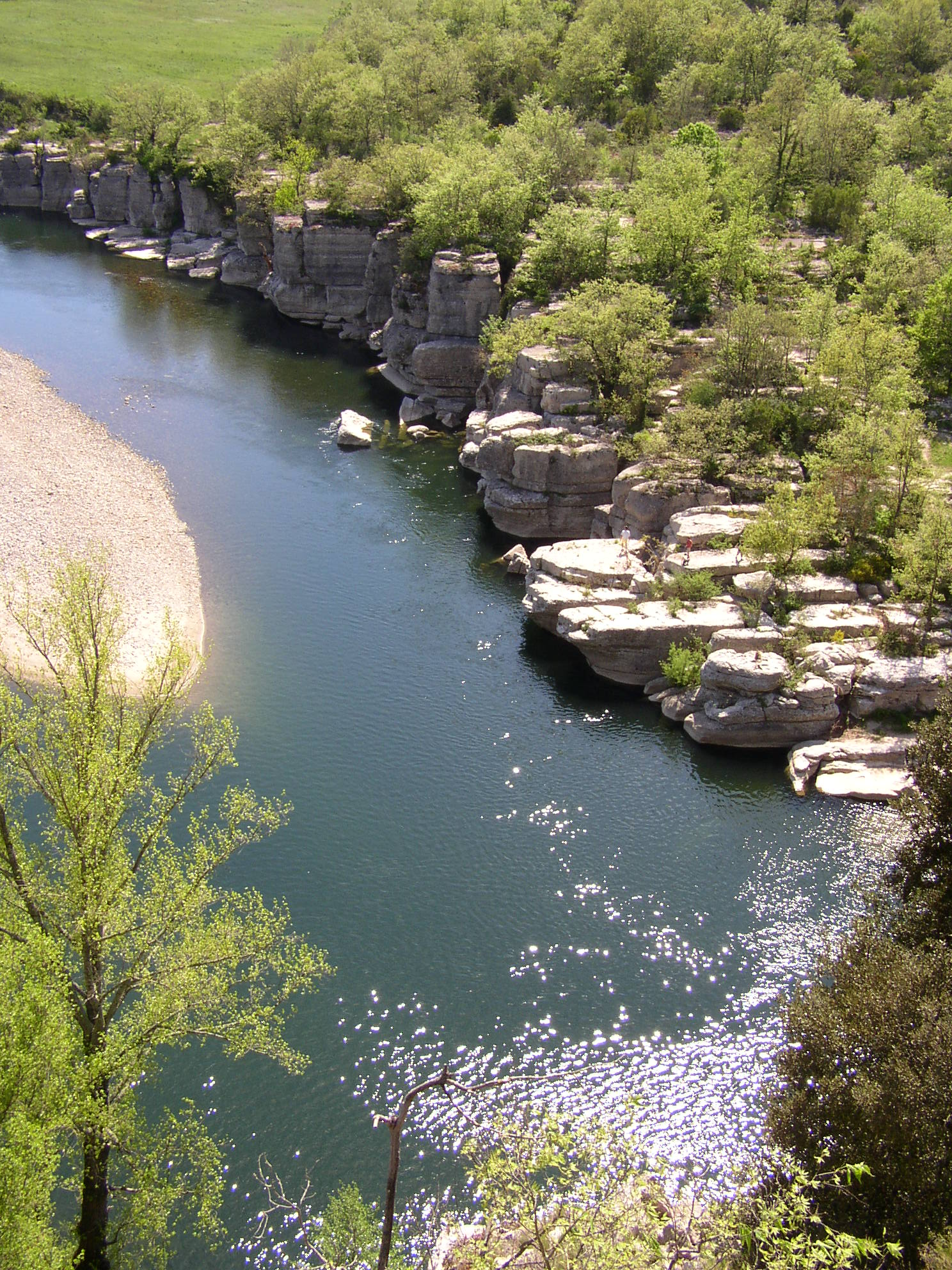
Река Ардеш
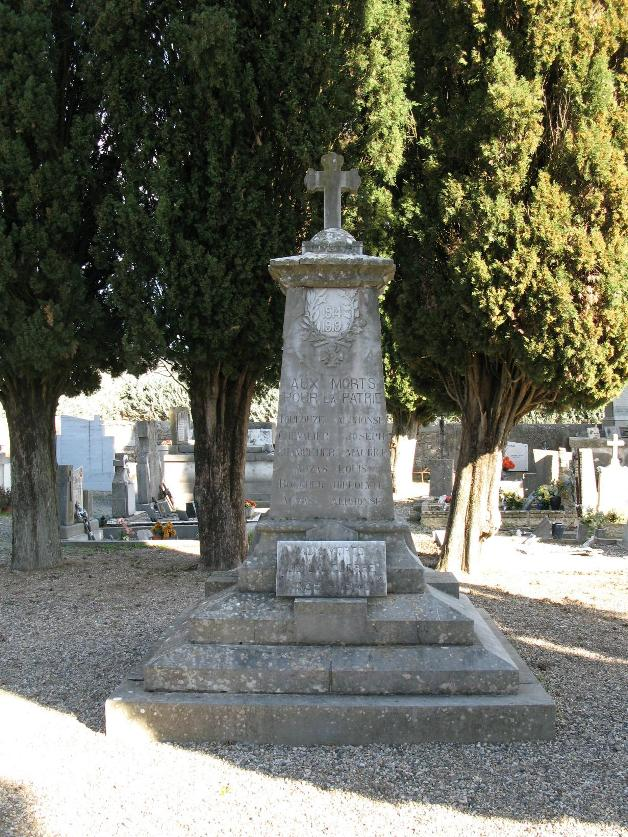
Памятник погибшим в Первой мировой войне
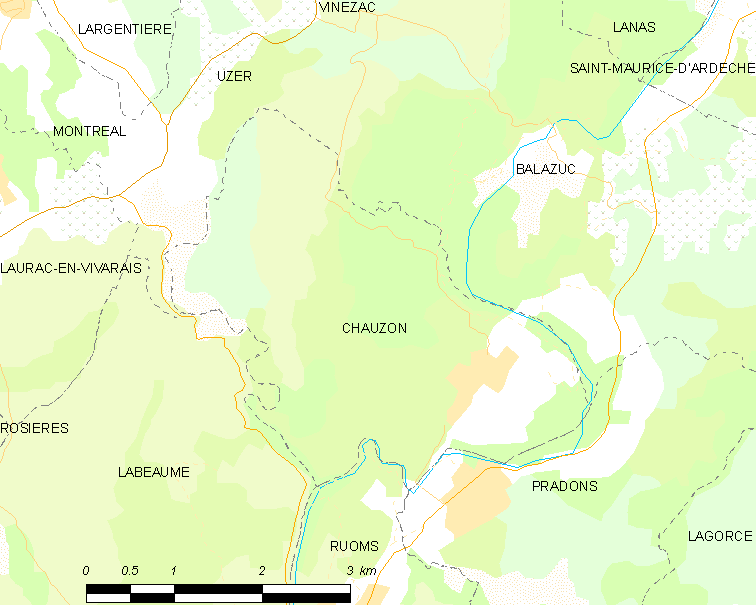
Карта коммуны